# Caviria athana
Caviria athana är en fjärilsart som beskrevs av William Schaus 1927. Caviria athana ingår i släktet Caviria och familjen tofsspinnare. Inga underarter finns listade i Catalogue of Life.